# Lardo

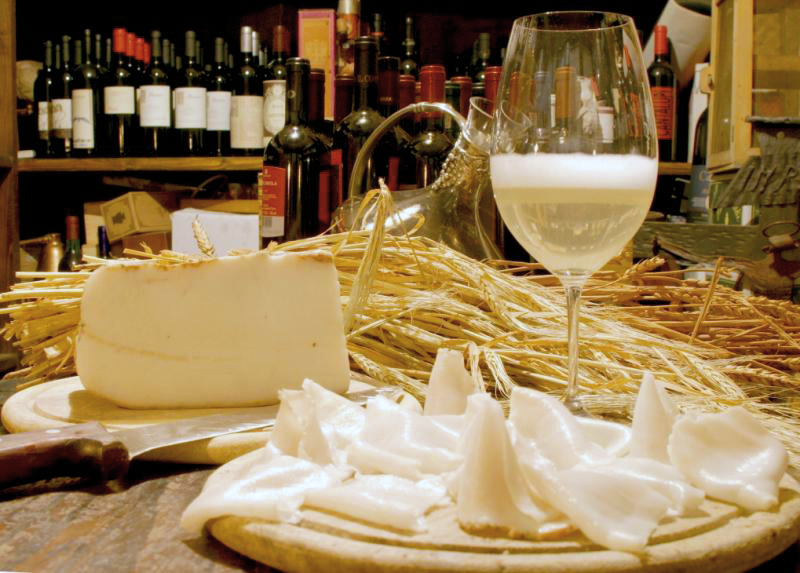
Lardo di Colonnata.

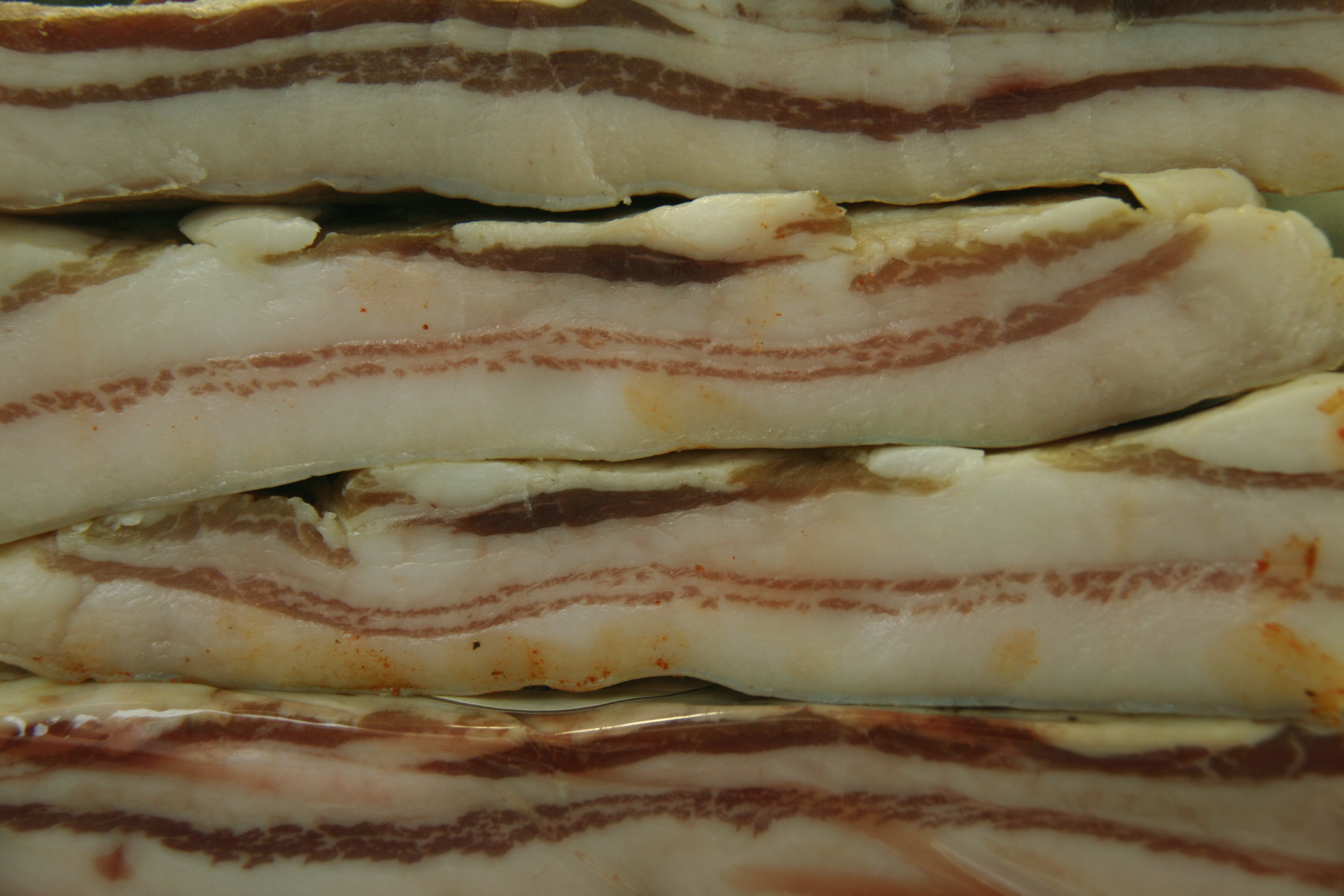
Tocino entreverado de Extremadura

El lardo, lardo de tocino, o simplemente tocino (en España) es un tipo de salume que se elabora curando tiras de grasa de cerdo con romero y otras especias.
El lardo más famoso es probablemente el del caserío de Colonnata (norte de la Toscana), donde se ha elaborado desde los tiempos de la Antigua Roma. Colonnata es una fracción de la ciudad de Carrara, famosa por su mármol: de hecho, Colonnata es un yacimiento de mármol de Carrara que se explota y tradicionalmente el lardo se cura durante meses en cuencos hechos de esta piedra local. Actualmente es una Indicación Geográfica protegida.
Otra variante apreciada es la Valle d'Aosta Lard d'Arnad, una denominación de origen de la región de Arnad en el valle de Aosta.
La Real Academia Española da como primera definición del término tocino: Panículo adiposo, muy desarrollado, de ciertos mamíferos, especialmente del cerdo, y como segunda acepción: Lardo del tocino, mencionando como sinónimos: grasa, gordo, sebo, lardo, manteca, panceta, tocineta, maharrana. 
La segunda acepción se refiere al panículo adiposo que tiene sólo grasa, sin carne magra, es decir el equivalente al término italiano lardo o al francés lard. Parece que debemos entender que la primera acepción corresponde a la capa de grasa con vetas de carne magra, es decir el equivalente al término inglés bacon, que ha sido importado en muchos idiomas, incluyendo en español.
En España se suele utilizar la palabra tocino para la parte grasa, sin magro, y así lo define el Ministerio de Agricultura español,  mientras que para el tocino con vetas de magro bacon se suele utilizar la palabra panceta, como traducción de bacon. Un término intermedio es el tocino entreverado, con escasa presencia de magro.